# Distrikt Surco
Der Distrikt Surco liegt in der Provinz Huarochirí in der Region Lima im zentralen Westen von Peru. Der Distrikt wurde am 15. September 1920 gegründet. Er besitzt eine Fläche von 107 km². Beim Zensus 2017 wurden 1558 Einwohner gezählt. Im Jahr 1993 lag die Einwohnerzahl bei 1756, im Jahr 2007 bei 1798. Sitz der Distriktverwaltung ist die 2018 m hoch gelegene Ortschaft San Jerónimo de Surco (oder Surco) mit 1089 Einwohnern (Stand 2017). San Jerónimo de Surco befindet sich 7,3 km westsüdwestlich der Provinzhauptstadt Matucana.

## Geographische Lage
Der Distrikt Surco befindet sich in der peruanischen Westkordillere zentral in der Provinz Huarochirí. Der Río Rímac durchquert den Distrikt in westsüdwestlicher Richtung.
Der Distrikt Surco grenzt im Südwesten an die Distrikte San Andrés de Tupicocha und San Bartolomé, im Nordwesten an den Distrikt San Mateo de Otao, im Osten an den Distrikt Matucana sowie im äußersten Südosten an den Distrikt San Damián.

## Ortschaften
Im Distrikt gibt es neben dem Hauptort folgende größere Ortschaften:
- Ayas
- Huaquicha
- Songos